# Matavun
Matavun (wł. Mattauno, niem. Mattaun) – wieś koło wejścia do Jaskiń Szkocjańskich w gminie Divača w słoweńskim regionie Przymorze.
Znajduje się 401,5 m n.p.m., 3,8 km na południowy wschód od stolicy gminy i 12,2 km od granicy włoskiej.
Podczas rządów habsburskich była częścią gminy Naklo (wł. Nacla San Maurizio). W okresie międzywojennym była chwilowo częścią włoskiej prowincji Triest (najpierw gmina Naklo, potem Divača - wł. Divàccia-San Canziano).